# Carlo Manfredi Luserna d'Angrogna
Carlo Manfredi Luserna d'Angrogna (Torino, 1508/10 – Luserna San Giovanni, 16 novembre 1572) è stato un militare italiano, signore d'Angrogna, conte di Luserna, governatore di Vercelli, Cuneo e Mondovì.

## Biografia

### Da giurista ad ambasciatore (1545-1550) a governatore di Vercelli (1551-1556)
Era figlio di Giovanni Luserna Manfredi d'Angrogna (1470ca.-1524) e di Bianca Vagnone di Trofarello († 1561).
I Luserna secondo il Patriziato subalpino di Antonio Manno erano una delle «più importanti ed antiche schiatte del Piemonte».  Insieme a Piossasco,  San Martino e Valperga «formavano la classe distintissima detta dei quattro nobili del Piemonte i quali, nelle occasioni solennissime del giuramento della fedeltà a Sovrani, procedevano la nobiltà e si facevano rappresentare; ciascuna casata, da un solo procuratore di loro stessi».

Almeno dal XII secolo, i Luserna erano divisi in tre linee principali (a loro volta poi divisesi in più rami): i Luserna Bigliore, i Luserna Rorengo e i Luserna Manfredi. La poligrafia tipica dell'antico regime ha fatto sì che spessi tali nomi venissero resi al plurale (Bigliori invece di Bigliore, Rorenghi invece di Rorengo). Inoltre più volte essi appaiono invertiti (Manfredi Luserna invece di Luserna Manfredi). SI tratta di usi legittimi, attestati da plurisecolare produzione documentaria, la quale però costituisce poco più d'una variante delle dizione corrette, riportate da Manno e dai genealogisti sabaudi.
Nel caso che qui interessa, il nome deriva da Manfredo Luserna, vissuto nella prima metà del XIII secolo,  capostipite della linea. I suoi discendenti furono detti «de'Manfredi» e in seguito l'espressione «Manfredi» fu cognomizzata.
Giovanni Luserna Manfredi fu uno dei principali giuristi sabaudi d'inizio Cinquecento, docente di diritto civile all'Università di Torino e, almeno dal 1509, membro del Consiglio cismontano, di cui nel 1521 divenne primo presidente.
Dal matrimonio, avvenuto nel 1507, era nato anche Giovan Francesco.
I due fratelli - Carlo e Giovan Francesco - furono avviati alla carriera giuridica e inviati a studiare a Padova dove si laurearono in legge all'inizio degli anni trenta. Di lì a poco entrambi vi diventarono docenti, Carlo di diritto civile e Giovan Francesco di diritto canonico. La loro carriera accademica, prodromo di cariche nelle magistrature sabaude, fu bruscamente interrotta nel 1536 dall'invasione francese dello Stato sabaudo.
I due fratelli, infatti, rimasero fedeli dal duca Carlo II. Giovan Francesco fu nominato un paio di volte luogotenente generale del Piemonte, mentre Carlo fu impiegato in diverse ambasciate.
La scelta sabauda pose i fratelli Luserna Manfredi in contrasto con altri rami della famiglia, che s'erano invece schierati con gli occupanti, in particolare con i Luserna Rorengo di Rorà. Nel 1545 i fratelli Guglielmo e Bartolomeo Luserna Rorengo di Rorà penetrarono nel castello di Luserna e assassinarono Giovan Francesco. L'anziana madre si trasferì a Vercelli, dove Carlo II aveva fissato la propria residenza dopo l'occupazione di Torino.
Carlo si salvò dal subire la sorte del fratello solo perché pochi mesi prima era stato inviato da Carlo ambasciatore prima a Milano e poi a Roma. presso papa Paolo III. Fu qui che egli ricevette la notizia dell'omicidio del fratello. In seguito egli compì altre missioni diplomatiche, diverse delle quali a Bruxelles, ove era la corte di Carlo V. Qui conobbe Beatrice di Savoia Racconigi (1530ca.-1602), esponente d'un ramo «naturale» dei Savoia-Acaja. Con il consenso di Carlo II i due si sposarono il 25 luglio 1549, sposati da mons. d'Arras, quell'Antoine Perrenot destinata a passare alla storia come cardinal de Granvelle. Dopo le nozze, la coppia si trasferì a Venezia, dove Carlo Manfredi fu ambasciatore sino alla fine del 1550. Rientrato in patria, Carlo II gli affidò il governo di Vercelli, che mantenne anche dopo la morte del duca e l'ascesa al trono del figlio Emanuele Filiberto (duca dal 1553 al 1580).

Stemma de Luserne "antico". In uso alla famiglia dal secolo XII, origine dalla Borgogna-Piccardia

### Governatore di Cuneo (1556-1559)
Nel 1556 Emanuele Filiberto nominò Carlo Luserna Manfredi governatore di Cuneo. Il conte si portò nella città insieme alla moglie ed al figlio primogenito Carlo Francesco ed alle quattro figlie. All'inizio del 1557 gli nacque un secondo figlio maschio, che volle chiamare Emanuele Filiberto in onore del duca.
Nella primavera del 1557 l'esercito francese comandato del maresciallo Brissac pose sotto assedio Cuneo, nell'ambito dell'ultima delle cosiddette guerre d'Italia.
Carlo, che vi era stato nominato governatore, appena preso il comando della città in aprile, si era reso conto della debolezza di circa un terzo della cinta difensiva urbana, mentre la porzione più settentrionale era stata da poco rinforzata. Informato dell'imminente arrivo dell'armata francese, non avendo tempo di rinforzare le difese murarie più deboli, certo che il Brissac ne fosse informato e che lì avrebbe sfondato, dispose che tutti i ponteggi, gli scavi e le maestranze si disponessero sulla porzione già rinforzata delle mura cittadine, simulando l'esecuzione di lavori di rinforzo ancora in corso proprio nella parte più guarnita della difesa, in modo da attirare su quella gli attacchi del nemico.
Il Brissac al suo arrivo cadde nel tranello e attestò tutta la sua artiglieria proprio sul lato maggiormente rinforzato, da lui invece ritenuto il più debole.
Dopo che i colpi di artiglieria avevano martellato per quasi due mesi la città, che resisteva facendo combattere anche le donne, il Brissac fu informato da Gerolamo Porporato, fra i leader della nobiltà piemontese schieratasi coi francesi (o, meno probabilmente, dal fratello di questi Giovanni Angelo), che il secondogenito del governatore, Emanuele Filiberto Manfredi Luserna d'Angrogna, allora di pochi mesi, si trovava a balia, nel piccolo centro di Chiusa. Brissac fece rapire il bambino e minacciò il governatore di ucciderlo, se non si fosse arreso. Sia Carlo Luserna Manfredi sia Beatrice di Savoia reagirono con rabbia e sdegno alla proposta. Secondo alcuni cronisti Beatrice, che aveva partecipato ai combattimenti con le donne di Cuneo, salì sulle mura e, imitando il gesto di Caterina Sforza, si sarebbe alzata le vesti dicendo "fate pure ho ancora le membra per farne altri di figli". Brissac non diede seguito alla minaccia e proseguì l'assedio senza uccidere l'infante.
A quasi sette settimane dall'inizio dell'assedio una colonna sabauda arrivò in soccorso alla città, attaccando i francesi alle spalle; contemporaneamente i pochi difensori fecero una sortita che mise in rotta l'armata del Brissac. La resistenza all'assedio valse per Cuneo elevazione al rango di "città" da parte di Emanuele Filiberto I di Savoia con diploma del 3 dicembre 1559. Sull'episodio dell'assedio di Cuneo Leopoldo Pulini tre secoli dopo scrisse un dramma teatrale il cui protagonista era proprio il governatore Carlo di Luserna.

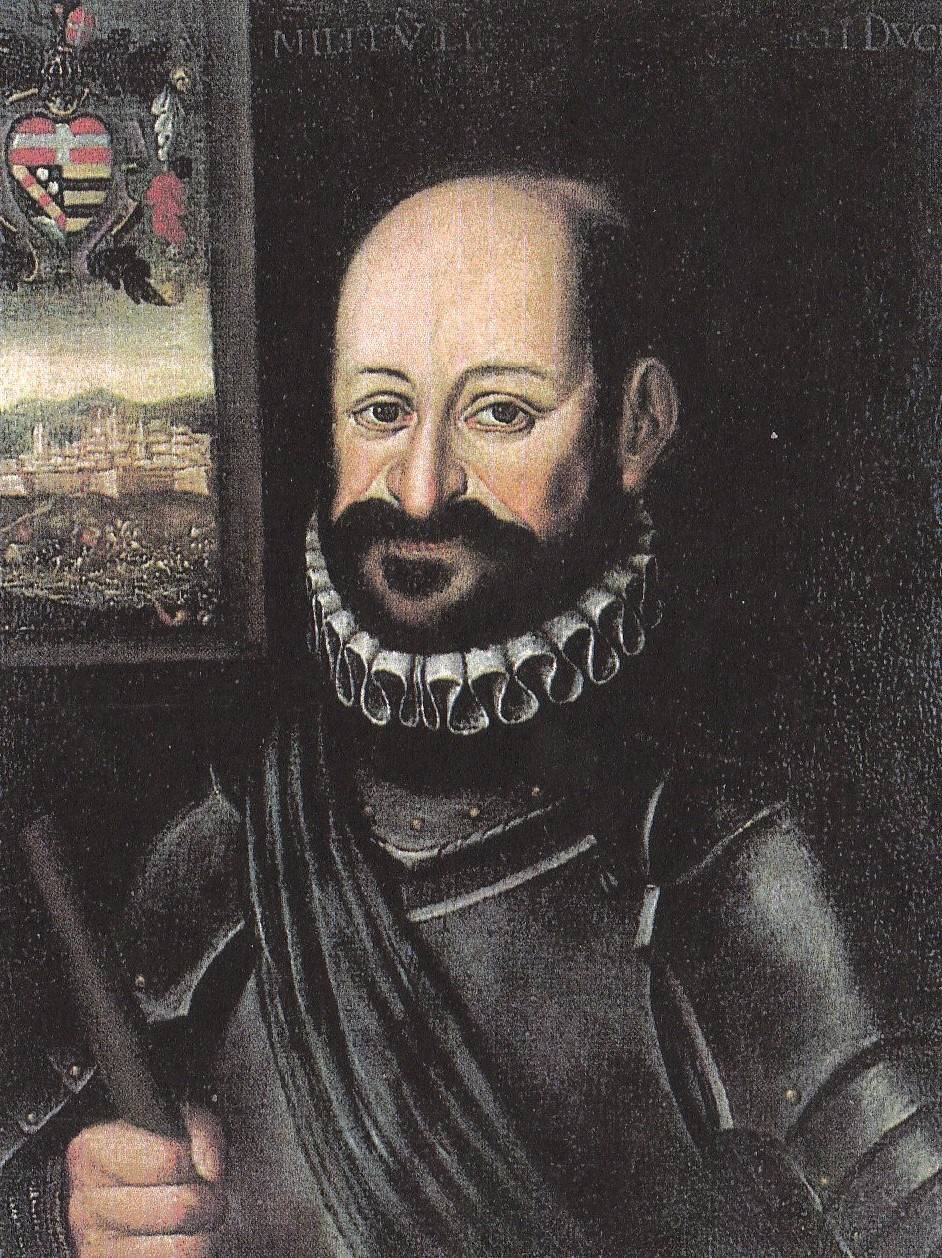
Il condottiero calabrese Domenico Giordano - Cuneo, Museo civico

### Governatore di Mondovì (1559-1569)
Il 20 giugno 1559 Emanuele, ricuperato il controllo dello Stato sabaudo in seguito alla pace di Cateau Cambresis (2-3 aprile 1559) concesse Carlo Luserna Manfredi il diritto di inquartare le sue armi con quelle sabaude: riconoscimento del valore mostrato all'assedio di Cuneo. Pochi giorni dopo, il 29 giugno, Carlo Luserna Manfredi ottenne patenti analoghe da Filippo II e da Ferdinando I d'Asburgo, potendo così inquartare le sue armi con quelle d'Austria e di Castiglia. Nel giro di pochi mesi, Carlo ottenne dal duca una serie di importanti cariche: sovrintendente generale di tutte le miniere dello Stato (7 luglio); consigliere e ciambellano ducale (30 ottobre); governatore di Mondovì (26 novembre 1559).

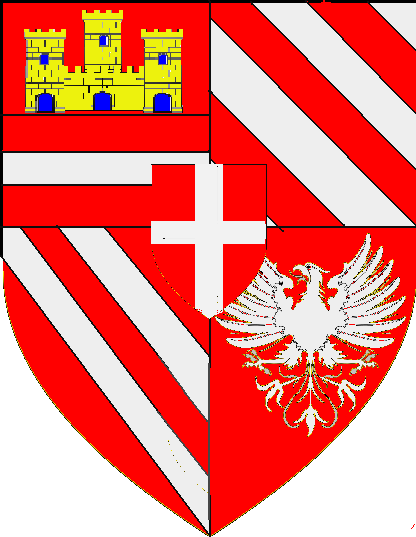
Stemma di Carlo Luserna Manfredi dopo le aggiunte di Savoia, Castiglia e Austria (1559).

A partire almeno dal 1565 i rapporti con Emanuele Filiberto iniziarono a farsi difficili. Carlo, infatti, dissentiva dalla politica attuata dal duca per il controllo della Val Pellice, dove era forte la presenza riformata (valdesi). In particolare, si scontrò con il nuovo governatore delle valli, Sebastiano Grazioli (detto "il Castrocaro"). Nel 1568 il duca non gli conferì il collare del ricostituito Ordine della Santissima Annunziata, che diede invece a nobili che durante l'occupazione avevano parteggiato per i francesi. Nel 1569, allora, si dimise da governatore.

### Gli ultimi anni  (1569-1572)
Ritiratosi a Luserna con la famiglia, continuò la propria personale battaglia con il governatore Grazioli, ma senza successo. Amareggiato e disilluso, morì il 16 novembre 1572. La guida della famiglia passò al primogenito Carlo Giovan Francesco (1551-1618), coadiuvato sino al 1602 dalla madre Beatrice.